# 豊橋市立南稜中学校
豊橋市立南稜中学校（とよはししりつなんりょうちゅうがっこう）は、愛知県豊橋市植田町にある公立中学校。

## 概要
中学校区は「野依」「植田」「大清水」「大崎」の小学校区より成立している。かつては、現・富士見小学校の通学区域も校区だったが、富士見小学校設立時に高豊中学校の校区となった。
「南稜祭」（文化祭）、「体育祭」など生徒会行事や部活動が活発な学校である。生徒数は約700名。
2017年5月に体育倉庫に円筒形で、直径約７センチ、長さ約３０センチ、重さ約６キロ。旧日本軍の不発弾が見つかり話題となった。

## 教育目標
- 校訓
  - 「正しく・強く・美しく」
- 生徒目標
  - 2012年度「南稜魂」
  - 2011年度「MAKE A LEGEND」
  - 2010年度「南稜革命」
  - 2009年度「Never Give Up!」
  - 2008年度「物を大切にする集団」

## 主な行事
- 入学式
- 新入生歓迎会
- 1年生福祉体験教室
- 1年生野外活動
- 2年生名古屋分散
- 学校目標旗作り
- 3年生修学旅行
- 南稜祭
  - 一般的な中学校の文化祭と体育祭に当たる行事。9月ごろに開催
- 合唱コンクール
  - ライフポート豊橋で行う。毎年11月ごろ開催
- ABCウォーク
  - 渥美半島から本校へ歩く行事である。
    - 1月に開催 2年生のみ参加 渥美半島(A) BIG(B) CHALLENGE(C)の略である。海岸沿いを歩くイベントで、東日本大震災の影響を受け、2011年度は中止、それ以降の予定は未定となっている。
- 2年生職場体験教室
- 3年生を送る会
- 卒業式

## 所在地
- 〒441-8134 愛知県豊橋市植田町字的場50番地

## アクセス
- 豊橋鉄道渥美線
  - 植田駅下車、徒歩約5分
- 豊鉄バス伊良湖本線
  - 植田奥ノ谷バス停下車、徒歩約8分